# Óbudai zsinagóga
Az óbudai zsinagóga Budapest III. kerületében, a Lajos utca 163. alatt található, mely Budapest legrégibb, ma is működő zsidó imaháza, egyben az európai klasszicista zsinagógaépítészet egyik remeke. Az 1960-as évektől, mikor a MIOK (Magyar Izraeliták Országos Képviselete) eladta, egészen a 2010-ben kezdett felújításáig múzeumként, raktárként, illetve TV-stúdióként is üzemelt. Részleges helyreállítását követően, 2010 tavaszától az Egységes Magyarországi Izraelita Hitközség és a környék zsidóságának budai központja lett, rabbija Köves Slomó. Felekezeti szempontból az ortodox judaizmushoz tartozik.

## Az óbudai zsidó közösség kialakulása, a zsinagóga építésének előzményei

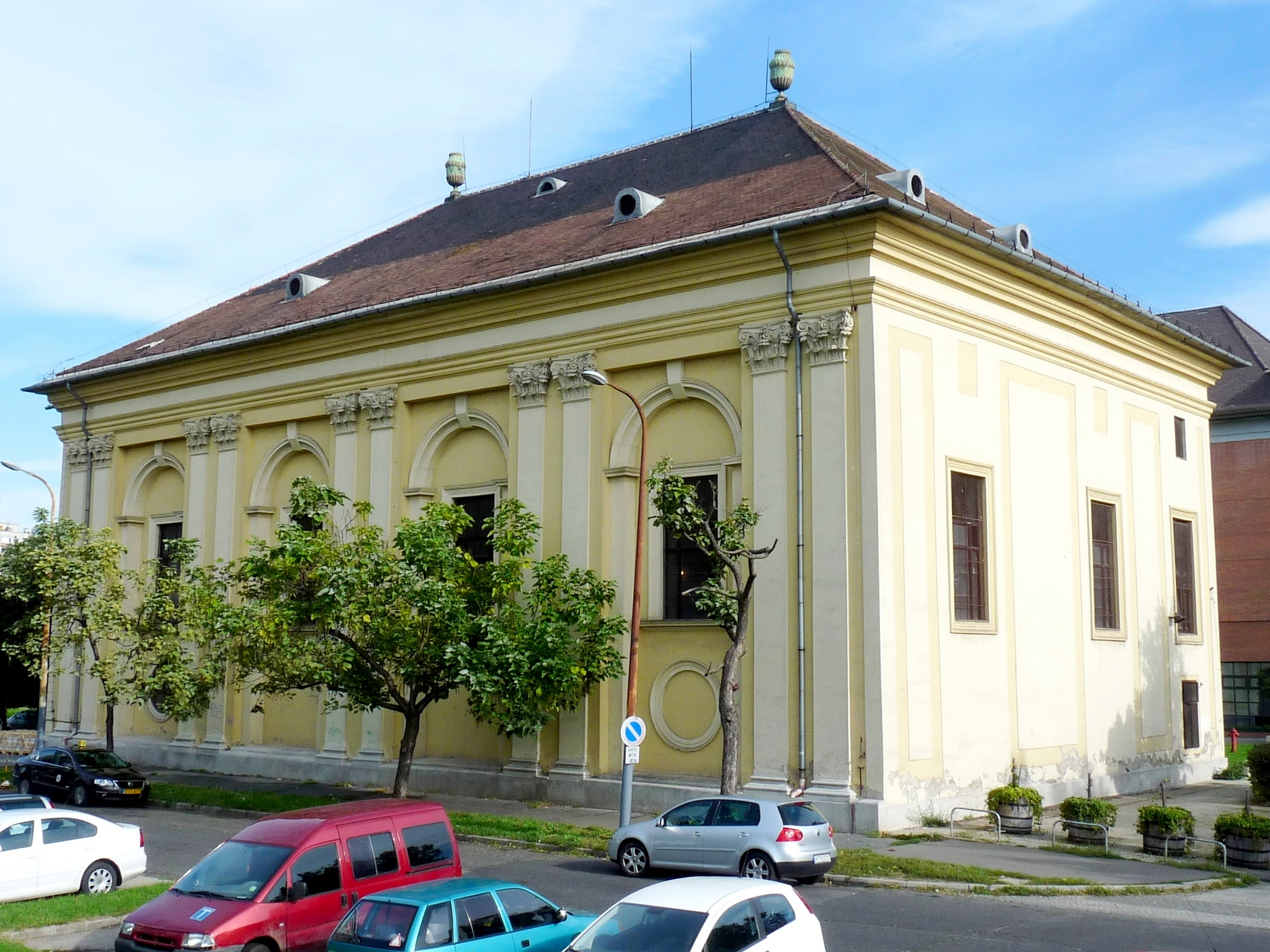
Az épület déli és keleti oldala

Az első hiteles forrás, mely a zsidók óbudai jelenlétéről tanúskodik egy 1349-ben keletkezett okirat. A 15. században már számottevő zsidó közösség élt Óbuda területén, a város azonban az 1526-os mohácsi vészt követően elpusztult.
Legközelebb a 18. század elején találkozunk főképp morvaországi területekről ide vándorolt zsidókkal. Egy 1712-es népszámlálás 24 zsidó családot ír össze, mely összesen 88 főt jelentett Óbudán. A 18. században az ide költöző zsidók a Zichy család védelme alatt állottak és miután mindig időben megfizették az előírt védelmi pénzt, nagy kiváltságokat kaptak és a hatóság nem zaklatta őket. Megengedték nekik, hogy saját Istentiszteletet tartsanak, belügyeikben saját bíróságuk ítélkezzen, hogy ingatlanokat szerezzenek, és hogy kóser bort és húst mérjenek. Számos műhelyt, üzemet alapítottak, így például 1784-ben Goldberger Ferenc aranyműves egy kékfestő manufaktúrát, melyből a Goldberger Textilgyár fejlődött ki. 1787-ben már 320 zsidó család lakta Óbudát, azonban nem zárt negyedben, hanem elszórva éltek. A vallási élet központja viszont a Zsidó utca (ma: Lajos utca) volt; itt alakult ki először minden szükséges rituális intézmény, mely egy rendesen működő hitközségben szükséges.
Első imaházukat egy egyszerű vályogházban alakították ki, melyből 1738-ban költöztek át első zsinagógájukba, mely a korabeli Wagenmeister-telken állt. Ezt hamar kinőtték és 1746-ban Zichy grófnő már a megnagyobbításáról rendelkezett.

## A zsinagóga története
A helyi zsidóság társadalmi elfogadottságát jelzi, hogy a mai zsinagóga elődje Nöpauer Máté tervei alapján épült barokk stílusban 1767-69 között. Nöpauer több, ma is álló templomot és kolostort tervezett ebben az időben. Az új zsinagóga falai azonban, a nem megfelelő alapozás és a kedvezőtlenek talajviszonyok miatt, megrepedeztek. 1817-ben a Budai Építő Bizottság szakértőket küldött ki, hogy eldönthessék, kell-e új templomot építeni, a régi rossz állapotban lévő zsinagóga helyére. Végül is úgy döntöttek, hogy a falak nagy részének meghagyásával újjáépítik.

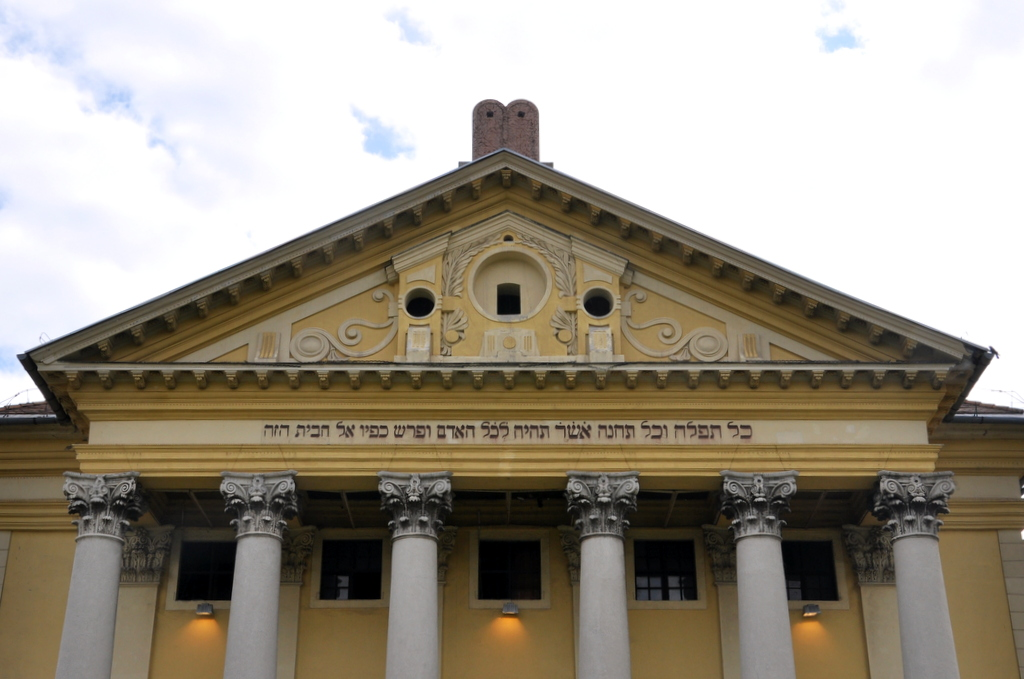
A díszes timpanon

A tervek elkészítésével Landherr Andrást bízták meg, akinek tervei alapján ugyanekkor építették a hunfalvai zsinagógát is. A munkálatok másfél évig tartottak, az épület új déli homlokzatot, oszlopos előcsarnokot és tetőszerkezetet kapott. A belső térben összesen 662 állandó üllőhely került kialakításra; 364 a férfiak és 298 a nők számára. A munkálatokról fennmaradt költségvetési elszámolás szerint a végösszeg 130 000 forintra rúgott.
Az ácsmunkát Goldringer Ferenc, a stukkókat Maurer János készítette. A klasszicista stílusú homlokzat dísze a hat korinthoszi oszloppal alátámasztott, timpanonos záródású nyitott portikusz.
A timpanon alatt héber nyelvű idézet:
כל תפלה וכל תחנה אשר תהיה לכל האדם ופרש כפיו אל הבית הזה  
„Minden imádságot, minden könyörgést, mely bármely embertől ered... és kiterjeszti kezeit e ház felé.”
(I. Királyok 8:38.)     

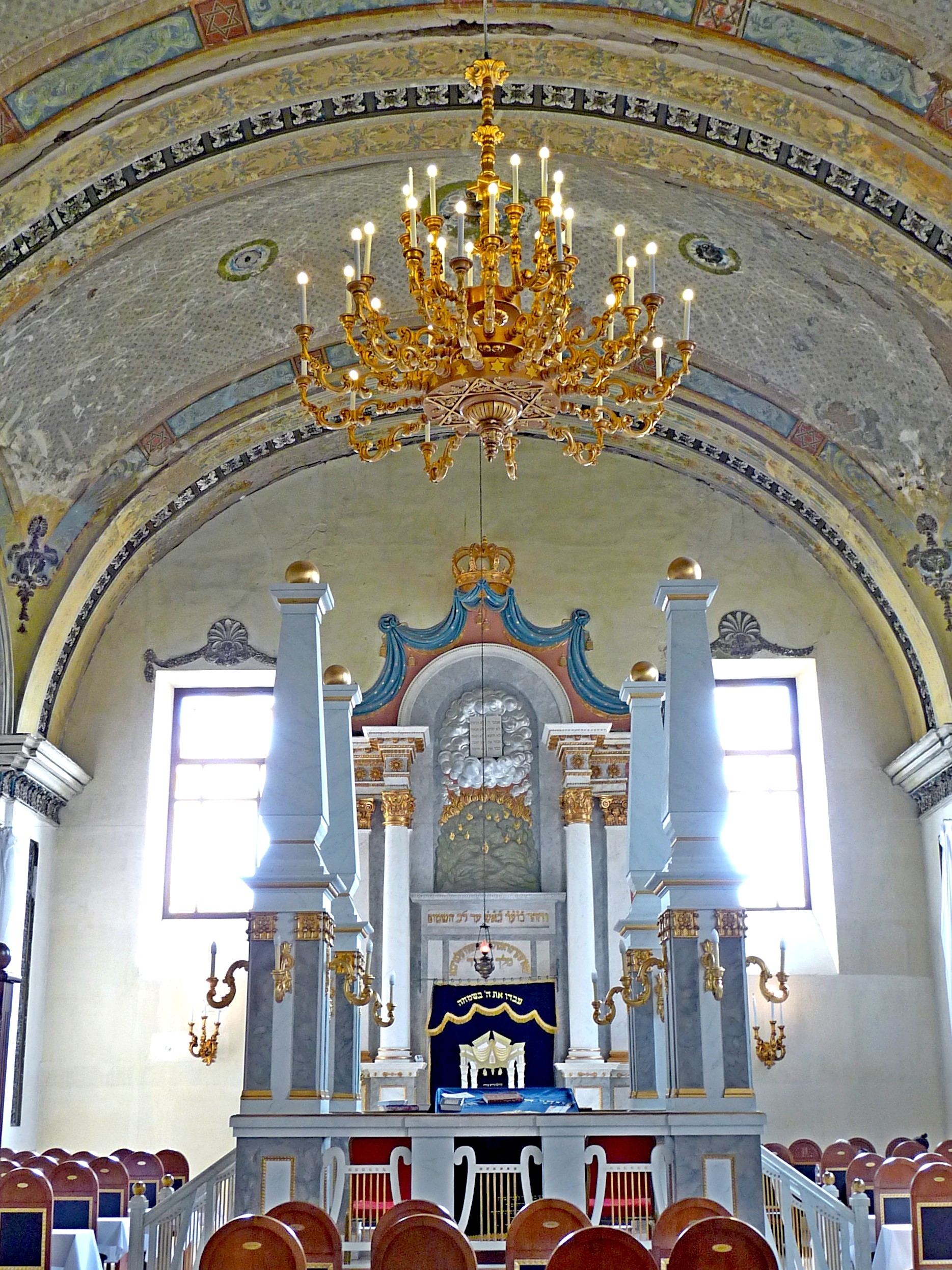
A zsinagóga belső tere

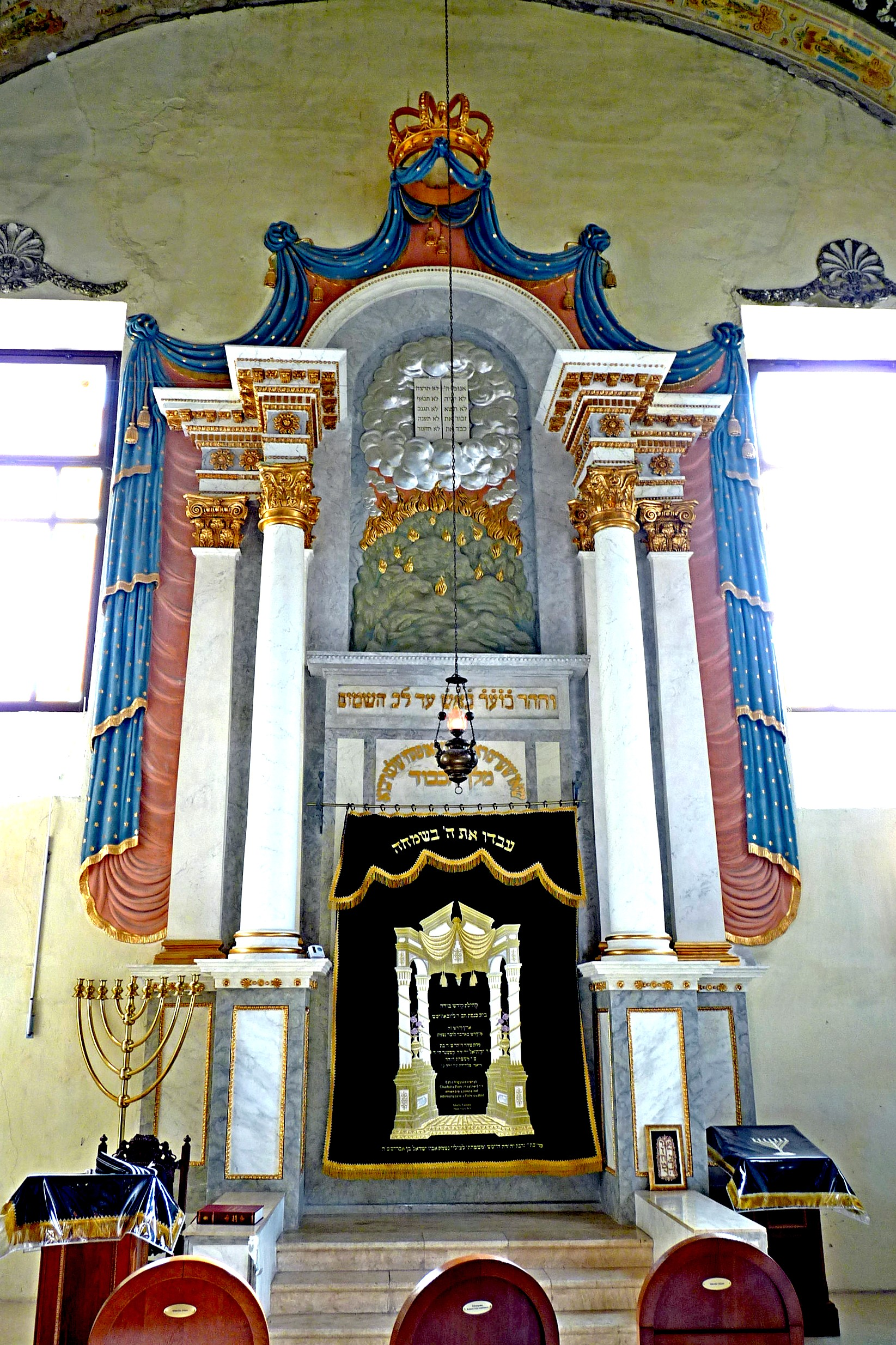
A Frigyszekrény

1821. július 20-án szentelték fel az épületet ünnepélyes keretek között. Jellemző formajegyei: nemes arányok, letisztult formák, monumentalitás, harmónia. Fő méretei: 20,99 × 34,07 méteres alapterület, 13,2 méteres párkánymagasság. Építészetileg csonka bazilikának számít, mivel a belső tér beosztása aszimmetrikus. A hátsó, nyugati karzaton kívül csak az északi oldalon van karzat. A templomtér impozáns méretei, hatalmas boltozata, karzatainak architektúrája, a bima (Tóra-olvasó emelvény) művészi formája ellensúlyozta az aszimmetrikus bejárat kedvezőtlen hatását. Belseje is egyedülálló, a középen elhelyezett, fából készült Tóra-olvasó asztalt négy, empire jegyeket viselő, míves obeliszk veszi körül. Az épület korának egyik legimpozánsabb alkotása volt, maga József nádor is gyakran hozta ki külföldi vendégeit Óbudára, hogy büszkélkedjen az épülettel.
Az 1838. március 13. és 15. között tetőző jeges, dunai árvíz a zsinagógát sem kímélte. A hitközség tagjai ladikokkal eveztek be a templomba, hogy megmentsék a Tóra-tekercseket, mivel a víz már a Frigyszekrényig ért.
Az épületet 1900-ban Ullmann Gyula építész vezetésével szecessziós elemekkel kiegészítve felújították, az elektromos világítást is ekkor vezették be.
1944 tavaszán, a német nácik követelésére kiadott jelentés szerint az Óbudai Hitközségnek mintegy 3600 tagja volt (ez egyébként 40%-os létszámcsökkenés volt az 1929-es 5500 taglétszámhoz képest). A Holokausztban mintegy háromezer óbudai pusztult el. A háború alatt a zsinagóga is sérüléseket szerzett, melyeket 1946-1947 között a Joint és az óbudai önkormányzat segítségével helyrehoztak. 1948-ban államilag bezáratták a több mint 160 éves múltra visszatekintő zsidó iskolát, mely egyébként az elsők között nyitotta meg kapuit az országban. 1949-ben az óbudai hitközség elvesztette az önállóságát és beolvadt a budapesti hitközségbe.
1958-tól a hívők már csak a zsinagóga földszintjén, az egyik bal oldali helyiségben gyűltek össze imádkozni.  Az 1960-as évek közepéig működött zsinagógaként, amikor is a MIOK (Magyar Izraeliták Országos Képviselete) eladta az épületet. 1972-ben itt kapott helyet a mai Textil- és Textilruházati Ipartörténeti Múzeum elődje, a Textil Műszaki Múzeum, majd – miután az 1980-as évek elején lebontották a kerítését, az egyéb, zsidó kötődésű épületeket valamint a környező földszintes házakat – 1978-ban az épületben a Magyar Televízió (MTV) alakította ki díszlet- és kellékraktárt, majd az 5. számú stúdióját. Maga az épület megőrizte eredeti külsejét, de belső terét az új funkcióknak megfelelően megváltoztatták.
Az időközben tulajdonossá vált Magyar Televízió (MTV) 2009-ben felhagyott a műsorgyártással és a raktárként való hasznosítással az épületben. 2010 tavaszán az Egységes Magyarországi Izraelita Hitközség bérleti szerződést kötött a Magyar Televízióval és birtokba vette a zsinagógát.
A zsinagóga 1957 óta műemléki védelem alatt áll.

## Vallási élet és zsidó reneszánsz Óbudán
A zsinagógában a második világháborúig élénk hitélet folyt, mígnem a hívők jelentős része a holokauszt áldozata lett. A háború után még rendszeresen összegyűltek imádkozni az egyre zsugorodó közösség tagjai, mígnem 1958-re már olyan kevesen maradtak, hogy az óbudai közösség a körzeti rangját is elveszítette és a maradék híveket az akkori Budai Körzethez csatolták.
Miután az Egységes Magyarországi Izraelita Hitközség  átvette a zsinagógát és részlegesen felújította a belső teret, 2010. szeptember 5-én újraavatták a zsinagógát; a Tóraszekrénybe adományként új Tóratekercs került, szeptember 8-án pedig, az 5771. zsidó év kezdete alkalmából újra megnyitották a zsinagóga kapuit, hogy ismét megszólalhasson „Jákob hangja”; így az épület 50 év után újra visszanyerhette az eredeti, közösségi-hitéleti funkcióját.
Az újraavatás után a friss közösség, Köves Slomó rabbival az élen adománygyűjtésbe kezdett, hogy a zsinagógát tovább renoválhassák és az visszanyerhesse régi szépségét. A renoválás keretében például a boltívekre újra visszafestették azt a 25 ezer apró Dávid-csillagot, mely eredetileg díszítette a plafont, de ennek keretében építették fel a régi bima mását és készíttettek új csillárokat is. A zsinagóga felújításának ünnepélyes átadása 2016. április 12-én volt.
A zsinagóga híres rabbija volt:
- Münz Mózes (1790-től 1831-ig)
- Cvi Hirsch Heller (1834-ben)
- Hirsch Márkus (1861-től 1880-ig)
- Klein Gyula (1887-től 1895-ig)
- Adler Illés (1896-tól 1907-ig)
- Wellesz Gyula (1910-től 1915-ig)

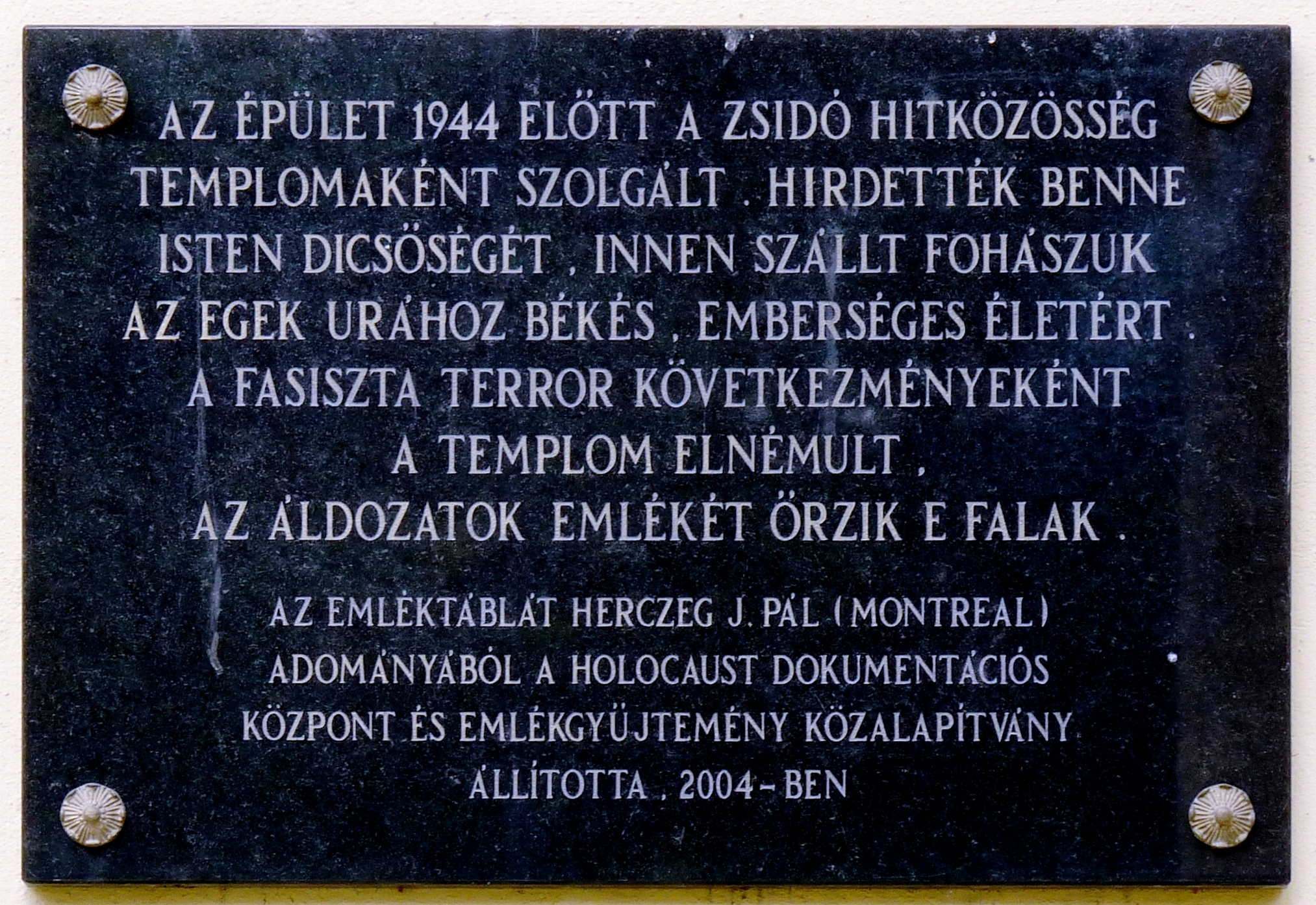
Emléktábla a zsinagóga homlokzatán

- Schreiber Ignác (1919-től 1922-ig)
- Neumann József dr. (1927-től 1944-ig, majd 1945-től 1956-ig)
- Rácz Zoltán dr. (1956-1960 [?])
- Geyer Artúr dr. (1960-as évek, havi egyszer)
- Köves Slomó (2010-től )

## Kulturális élet
Az Egységes Magyarországi Izraelita Hitközség 2013-ban, az óbudai zsinagógában alapította meg az Alefkids Alapítványt, mely elsősorban vasárnapi iskola, ahol elsősorban olyan óvodás és kisiskolás korú gyermekeket tanítanak a zsidóság alapjaira, akik hét közben nem-zsidó intézményekben tanultak. A bár micvó és bát micva előtt álló gyerekek számára a BMC-et, vagyis „bár micva klubot” hoztak létre, még komplexebb programmal, ahol a tanulás mellett a közös szabadidős programok szervezésével építenek közösséget.
A péntek esti imádkozás után a közösség mindig tart nagyszabású kiddusokat, mely kóser vacsorák elfogyasztása közben rendszeresen valamilyen különleges programmal fűszerezik az estét, jellemzően meghívott vendégelőadókkal, ahogy az év többi ünnepén is.